# 갈란티스
갈란티스(Galantis)는 스웨덴의 일렉트로닉 뮤직 듀오다. 대표곡은 "Runaway (U & I)", "Peanut Butter Jelly", "No Money"이다.

## 음반 목록
- Pharmacy (2015)
- The Aviary (2017)